# Сима Поповић (свештеник)
Сима (Симеон) Поповић ( ? – 1841.) рођен је у свештеничкој породици крајем 18. века. Предак је данашњих Поповића у Великом Борку.

## Свештенички рад
Прве књиге, псалтир и часловац изучавао је код свог оца свештеника Станоја стекавши тако основну писменост. Даље школовање наставио је у манастиру Боговађи где се припремао за свештенички позив. Свештенички чин примио је пред Кочину крајину.
Избегавши у Срем за време Кочине крајине, увидео је да је његово богословско знање много скромније од знања тамошњих свештеника, па је наставио да учи из књига и од учених људи. Сакупљао је зрно по зрно знања где год се могло наћи.
После закљученог Свиштовског мира 1791. године, којим се овај рат завршио, поп Сима се са породицом и преживелим земљацима вратио у Борак. По повратку, важио је за једног од најученијих свештеника у околини.
Божју службу у црквама у Лесковцу (Колубарском) и непосредној околини служио је педесет пет година. Био је веран чувар храма Светог Димитрија и лесковачке светиње коју је неколико пута обнављао.

## Хроничар времена
Поп Сима није био јунак на бојном пољу, али је зато био међу заслужним личностима у догађајима за ослобођење од Турака у београдској Посавини. Сећање на попа Симу као борца на плану јачања слободарског духа, неговања његове снаге и ширења писмености и просвећености народа, очували су и пренели на своје потомке његови ученици и следбеници. Допринео је да се много штошта не заборави. Захваљујући њему, његовом памћењу и каснијим причањима остали су познати детаљи догађаја локалне и шире историје. Са благословом и причешћем испраћао је и са великом радошћу сачекивао борце из бојева.
Једини бој у ком је учествовао био је бој на Равњу (Засавици). Захваљујући њему сачувани су од заборава припреме, ток и учешће посавских бораца у овом боју.

## Поп Симини савременици из Борка
Поп Сима је био велики пријатељ кнеза Симе Марковића и Милисава Чамџије.

### Поп Сима и кнез Сима Марковић
Поп Сима и кнез Сима били су вршњаци, другови из детињства, велик пријатељи и истомишљеници.
Године 1812. кнез Сима је цркви лесковачкој поклонио звоно које је донео чак из Русије. Почаствован овим даром и бригом свог пријатеља, поп Сима је изградио звонару и учврстио престо обнављајући још једну часну трпезу на којој и данас стоји запис „Поп Сима поново постави престо 1812. године“. Звоно је служило до 1915. године, када су га Аустријанци, са још три звона, скинули са звонаре и однели.
Године 1813, пред лесковачком црквицом брвнаром причестио је и благословио војску кнеза Симе кад је полазио на Дрину, па с њом и сам отишао. Крај те исте цркве брвнаре у Лесковцу кнез Сима је 1817. године одржао последњу побуњеничку скупштину у београдској Посавини и на њој објавио почетак буне против кнез Милошевог апсолутистичког режима. Пошто је кнезу Сими помогао у припреми Симине буне једва успева да спасе главу од Милошеве освете. До њега стиже застрашујућа порука да ће „под страшни суд пасти и лишити се живота свога ако од онога што је кнез Сима хтео, буде говорио, или радио!“ Дотле приступачан и веома разговорљив, поп Сима је постао веома загонетан, ћутљив, замишљен и повучен. Тако је познати српски хроничар Милан Ђ. Милићевић у свом делу „Кнежевина Србија“ написао – „Причају да је био неки поп Сима, који је све знао, али није хтео никоме ништа казати.“ У ствари, није смео казати. После одласка кнеза Милоша из Србије, најзад је проговорио.

### Поп Сима и Милисав Чамџија
Поп Сима је сматрао да је Милисав најбољи и највећи јунак који није волео ни са ким да се бије, осим са Турцима. Запамтио је и пренео на потомство велики број Милисављевих песама различите садржине, којима се он или ругао Турцима, или их зачикивао и на сукоб изазивао, или се шалио са саборцима и земљацима да би им олакшао јаде. У походу на Дрину и у најљућим окршајима пратио је Милисава и био крај њега након рањавања у боју на Палежу (Обреновцу) када је подлегао тешким ранама после два дана боловања. Милисава Чамџију поп Сима је исповедио пред смрт и пренео његову последњу жељу да буде сахрањен у породичном воћњаку, крај брата Иванка.

## Просветитељски рад

### Поп Симина школица
Прве школе, зване школице, у београдској Посавини поникле су уз цркве. У поп Симиној школици учење је било строго практично, а учило се подражавањем тако што би ученици прво посматрали шта раде старији ученици или свештеник Сима, па су онда покушавали то исто и они да ураде. На тај начин су учили читање, писање, рачунање и црквено појање. Сматрало се да је ђак добро описмењен када изучи псалтир, часловац и и кад научи да пише. Боље стојећи ђаци продужавали су своје школовање у манастирима.
За време уставнобранитеља поп Симина школица је прерасла у праву школу и ту, уз цркву, остала све до почетка 20. века.

### Поп Симина библиотека
Посебни значај свештеник Сима давао је књигама, као непресушном извору нових знања. Имао је своју личну библиотеку, за оно време прилично богату, у којој је, поред црквених књига било и световних. Куповао је књиге, али их и размењивао са колегама. Несебично их је давао „на прочитаније“.

## Последња служба
Последњу Литургију одслужио је у лесковачкој цркви брвнари 1841. године. Умро је после седам дана боловања од упале плућа, 26. јануара 1841. године. Гроб му није обележен. Претпоставља се да је сахрањен при цркви лесковачкој или крај оца Станоја у Трудељу.
Својим ученицима Илији Димитријевићу, Стефану Живановићу и Пантелији Ивановићу оставио је аманет да чувају свето место у Лесковцу да не запусти, бар онако како га је он чувао.